# Sekula Drljević
Sekula Drljević, cyr. Секула Дрљевић (ur. 7 września 1884 w Ravni, zm. 10 listopada 1945 w Judenburgu w Austrii) – separatystyczny polityk czarnogórski, prawnik i pisarz. Podczas II wojny światowej kolaborował z ustaszami i Niemcami.

## Młodość i okres Królestwa Czarnogóry
Uczył się w szkole powszechnej w rodzinnej wsi, a następnie w gimnazjum w miejscowości Sremski Karlovci. Ukończył studia prawnicze na uniwersytecie w Zagrzebiu, który wówczas leżał na terytorium Austro-Węgier. Po powrocie do Czarnogóry został sekretarzem w ministerstwie finansów. W 1909 r. objął stanowisko ministra sprawiedliwości w czarnogórskim rządzie. W latach 1912–1913 był ministrem finansów i budownictwa. W 1913 r. został wybrany do parlamentu Czarnogóry. Opowiadał się za unią z Serbią. Jest uważany nawet za twórcę idei unii celnej, wojskowej i dyplomatycznej pomiędzy oboma królestwami.

## Okres międzywojenny
Podczas I wojny światowej został aresztowany, a od 1917 r. przebywał w obozie dla więźniów w Karlštejn. Po jej zakończeniu zajmował wysokie stanowisko w Ministerstwie Sprawiedliwości Królestwa SHS (Serbów, Chorwatów i Słoweńców), przemianowanym następnie na Królestwo Jugosławii. Jednocześnie prowadził silną działalność polityczną. Był jednym z przywódców czarnogórskiego ruchu niepodległościowego występującego pod nazwą Zelenaši (Zieloni). W 1922 r. współorganizował Czarnogórską Partię Federalistyczną (Crnogorska federalisticka stranka), stając się jednym z jej głównych działaczy. Blisko współpracował z separatystycznymi działaczami chorwackimi, jak Ante Pavelić, Stjepan Radić, czy Vladko Maček. Od 1925 r. był parlamentarzystą Królestwa Jugosławii, gdzie często forsował interesy Czarnogóry. Jednocześnie od kwietnia 1919 r. pracował jako prawnik w miejscowości Zemun pod Belgradem.

## Okupacja włoska
Podczas zajmowania Jugosławii przez wojska osi w kwietniu 1941 r., zebrał 17 kwietnia grupę separatystów czarnogórskich i ogłosił powstanie Tymczasowego Komitetu Administracyjnego Czarnogóry w dawnej stolicy Cetinje. Funkcjonował on jako kolaboracyjny organ okupacyjnych władz włoskich. Sekula Drljević został ogłoszony oficjalnie 12 lipca przywódcą marionetkowego Niezależnego Państwa Czarnogórskiego. Jednakże już nazajutrz wybuchło powstanie antyfaszystowskie, w rezultacie którego siły rządowe kontrolowały zaledwie niewielką część Czarnogóry. W tej sytuacji Włosi uznali, że nie będą mieli większego pożytku z dalszej działalności S. Drljevicia i w październiku został aresztowany z rozkazu Alessandro Pirzio Biroliego, przedstawiciela Włoch w Czarnogórze. Przewieziono go do Włoch i osadzono w obozie w San Remo.

## Współpraca z władzami NDH
Udało mu się uciec i dotarł do Belgradu, nawiązując kontakty z władzami Niezależnego Państwa Chorwackiego (NDH). Wiosną 1944 r. przeniósł się do Zagrzebia, gdzie w lipcu utworzył Radę Państwową Czarnogóry (Crnogorsko državno vijeće) działającą w ramach struktur NDH. Próbował uzyskać wsparcie Niemców, ale z niewielkimi skutkami. Podjął wówczas próby sformowania przy pomocy ustaszy konspiracyjnej formacji zbrojnej, za pomocą której mógłby zrealizować swoje zamierzenia dotyczące Czarnogóry. W tym celu wiosną 1945 r. skontaktował się z czetnickim dowódcą i wojewodą Pavle Đurišiciem, którego partyzanckie oddziały panowały nad większością obszaru Czarnogóry. 22 marca w miejscowości Doboj doszło do zawarcia wspólnej umowy, na podstawie której P. Đurišić uznał Radę Państwową Czarnogóry za tymczasowy organ rządzący, a jego oddziały zostały przemianowane na Czarnogórską Armię Narodową (Crnogorska narodna vojska) z nim jako operacyjnym dowódcą i S. Drljeviciem jako głównodowodzącym. W zamian S. Drljević miał zapewnić czetnikom bezpieczne przejście do Słowenii. W rzeczywistości było to porozumienie czysto taktyczne. Jednakże kiedy 2 tygodnie później czetnicy próbowali przemaszerować do Słowenii, zostali złapani przez ustaszy, którzy podporządkowali ich swojemu dowództwu i skierowali do walki z komunistyczną partyzantką Josipa Broz Tity w rejonie Karlovacia.

## Epilog
Tymczasem S. Drljević przedostał się do Austrii, gdzie w obozie w Judenburgu zastał go koniec wojny. Ogłoszony przez nowe komunistyczne władze jugosłowiańskie zbrodniarzem wojennym, został zamordowany przez czetników wiernych płk. Dragoljubowi Mihailoviciowi, mszczących się za złamanie umowy z P. Đurišiciem.
Sekula Drljević był postacią kontrowersyjną i niejednoznaczną. Niektórzy uważają go za prawdziwego patriotę czarnogórskiego, podczas gdy inni jedynie za faszystę.
Dwie zwrotki jego adaptacji pieśni „Oj, svijetla majska zoro” zostały przyjęte jako słowa hymnu narodowego Republiki Czarnogóry.
Jest też autorem książki „Centralizam ili federalizam” (1926), zawierającej jego przemówienia w parlamencie Jugosławii, oraz „Balkanski sukob 1905-1941”, opublikowanej w okresie II wojny światowej.